# Alexandre de Sousa Freire
Alexandre de Sousa Freire (Lisboa, c. 1670 – Lisboa, 10 de novembro de 1740) foi um militar e administrador colonial português que exerceu o cargo de Governador Regente do Estado do Maranhão entre 1728 e 1736.

## Início de vida
Alexandre de Sousa Freire nasceu em uma família de tradição de serviços à coroa portuguesa, sendo descendente agnático de D. Pedro de Sousa, Conde do Prado, e por vez deste da Casa de Sousa-Prado, fundada por Martim Afonso Chichorro, filho natural de Afonso III de Portugal com Madragana Ben Aloandro.
Era o segundo filho de Bernardim de Sousa Freire, que era casado com sua sobrinha Maria Madalena Josefa de Sousa, sendo esta filha do homônimo Alexandre de Sousa Freire, Governador-Geral do Brasil. Em 1681 Bernardim foi para África para governar Mazagão, sendo acompanhado por seus dois filhos, Manuel e Alexandre. Participaram os irmãos de conflitos contra os mouros, protegendo a fortaleza, e por isso receberam o hábito da Ordem de Cristo.
Alexandre retornou ao reino em 1686 e no ano de 1691 se matriculou na Faculdade de Teologia da Universidade de Coimbra, tomando um rumo diferente ao militar, pois como tinha 20 anos e era solteiro, almejava entrar para os altos ciclos da sociedade por forma acadêmica. Essa possibilidade foi aumentada pois seu irmão Manuel, havia se casado com uma filha do terceiro Conde de Aveiras, mas em 1699 Alexandre voltara a ser soldado, o que fez com que fosse se deslocar para Salvador, cidade onde seu avô já estivera quando governador-geral.

## Ascensão na Bahia
Em 1701, Alexandre já se encontrava casado com Leonor Maria de Castro, filha de André de Brito e Castro, fidalgo da Casa Real, cavalheiro da Ordem de Cristo, provedor da Alfândega de Salvador e membro da elite local, sendo este cargo herdado por Alexandre por dote. A família Brito e Castro estava na Bahia desde 1620 e haviam participado da defesa da cidade. Neste cargo ficou responsável pelo rendimento do tráfico de escravos entre Salvador e São Tomé, fazendo grande carreira entre 1705 e 1712 e tornando-se senhor de engenho. Foi promovido a Mestre de Campo dos Auxiliares no governo de D. Rodrigo da Costa.
Quando pensava ter acumulado suficiente prestígio, apresentou uma carta ao Conselho Ultramarino listando seus serviços para concorrer ao governo da Capitania de Pernambuco, mas perdeu para Sebastião de Castro Caldas que havia governado a Capitania do Rio de Janeiro entre 1695 e 1697.
Em 1712 renunciou ao cargo e retornou para Lisboa, alegando problemas de saúde, mas na capital no ano de 1716 se encontra como fidalgo da Casa Real e Coronel de Ordenanças. Alexandre procurava entrar para o Santo Ofício, porém não foi aceito devido diversos casos de adultério e filhos bastardos. Entre o período que voltou para Lisboa e quando deixou as Ordenanças passou por grande dificuldade financeira e acumulou dívidas em processos de inquirições no Santo Ofício

## Estado do Maranhão
No ano de 1727 foi nomeado Governador Regente do Estado do Maranhão com 60 anos, já com idade avançada, mas não impediu de ter um governo marcado. Demonstrou muitas vezes inimizade para com a Companhia de Jesus, sendo membro de uma rede de intrigas contra os jesuítas denominada "campanha de libelos". Alexandre também criou inimizade com a elite local, quando este interferia em seus negócios, sempre se justificando como administrador que agia de acordo com fidelidade ao rei. 
Acusou os jesuítas de conspirarem contra seu governo em quatro ocasiões, sendo a primeira as dificuldades que os jesuítas criaram para seguir em expedição para recém descoberta mina de ouro no rio Pindaré; a segunda e mais grave foi quando sugeriu que os missionários pagassem o dízimo; a terceira foi a insistência da primeira em relação ao mesmo rio; e a quarta e última foi quando os jesuítas se opuseram com envio de tropas para o rio Negro para combater maiapenas e cubiabas
Alexandre tinha dois principais capatazes, Brás Pires e Sebastião Rodrigues, os quais Alexandre criou os cargos de capitão e sargento-mor da Ordenança do Pará, e os deixou responsáveis por extinguir quilombos e combater "bárbaros", além de trazer índios para serem mão de obra escravizada para Belém. Muito porque haviam membros da elite local que eram aliados de Alexandre, como o proprietário de terras Gaspar de Siqueira e Queirós, e que devido a falta de escravos tinham o intuito de sair do Maranhão, sendo essa a justificativa para irem tropas aos sertões buscar índios. Ainda assim dizia ter "zelado pela liberdade dos índios junto das Missões do Maranhão e Grão Pará".
Seu maior desafeto no Estado era o Ouvidor-Geral e Provedor dos Defuntos e Ausentes Matias da Silva e Freitas, o qual acusou de ter subtraído à Fazenda Real quatro mil réis, e os aliados deste, Provedor-mor da Fazenda João Valente de França e Capitão-mor do Maranhão Damião de Bastos, de promover intrigas e tentativa de sublevar o governo. Ainda acusando Damião de Bastos de atear fogo em sua casa. A sede do governo do Estado do Maranhão era em São Luís, onde todos os desafetos citados viviam e exerciam suas atividades, porém Alexandre passou todo o seu governo em Belém, o que abriu um vácuo de poder na capital.

## Anos finais
Em 16 de julho de 1732 foi sucedido por José da Serra como governador e retornou em definitivo para Lisboa, mas diferentemente do que se via, com governadores retornando com honras e riqueza, Alexandre voltou doente e com dívidas agravadas. Em 1734 se encontra em falta de alimentos e dificuldades de sustentar a si, sua esposa e filhos, sendo então nomeado um desembargador para administrar os rendimentos da casa. Em 1738 penhorou um engenho e terras que possuía na Bahia. Faleceu em relativa pobreza em Lisboa em 10 de novembro de 1740.[carece de fontes?]

## Descendência
Filho de Bernardim de Sousa Freire e Maria Madalena Josefa de Sousa, se casou em 1699 com Leonor Maria de Castro, filha de André de Brito e Castro e sua Francisca Maria Duarte Leite. Com ela teve:
1. Antônio José de Sousa Freire Tavares de Castro Leal, Mestre do Campo, fidalgo da Casa Real, proprietário de terras na Capitania do Piauí onde depois se chamaria de São Miguel do Fidalgo.
2. Luís de Sousa Freire, Capitão-mor na Capitania do Piauí, casou-se com Inês Joana de Lorena e Távora, filha de Francisco de Assis e Leonor Tomásia de Távora, Marqueses de Távora. Com descendência no Brasil.
3. Maria Francisca de Távora Sousa e Castro, casou-se com o fidalgo da Casa Real Nicolau Pereira Coutinho Horta Amado de Macedo, da nobreza de Coimbra. Deste casamento descendem os Condes e Viscondes da Bahia.[12]
4. Maria Peregrina Venância de Lima, que casou-se com Antônio José Pereira Coutinho, primo do anterior.

Em relação extraconjugal com tal Valentina, freira no Convento das Flamengas de Alcântra:
1. Maria Joaquina Josefa de Sousa Castro e Távora, por um tempo morou no convento mas legitimada se casou em 1739 com o fidalgo Miguel José Salerma de Saldanha Cabral e Paiva, membro colateral da Casa do Almirante. Com larga descendência, entre ilustres como Bento da França Pinto de Oliveira.

Em relação extraconjugal com tal Josefa, freira no Convento de Santa Clara do Desterro:
1. Joana, freira no mesmo convento.
2. Archangela Maria de Sousa.

Em relação extraconjugal com tal Vitorina dos Santos, casada, de origem desconhecida:
1. Bernardino Venâncio de Sousa e Távora, que casou-se com Josefa Caetana Tavares Abreu Pimentel.
2. Joana Maria de Nazaré, Sóror no Convento de Santa Clara, acusada de estabelecer conluios com o demônio por meio de cartas escritas com seu sangue, nas quais, em êxtase, prometia tornar-se sua escrava caso a transformasse em homem, sendo processada e condenada pela Inquisição.[13]
3. Maria Madalena de Sousa, moça do coro do Convento de Santos-o-Novo.[14]